# Prędkość warp

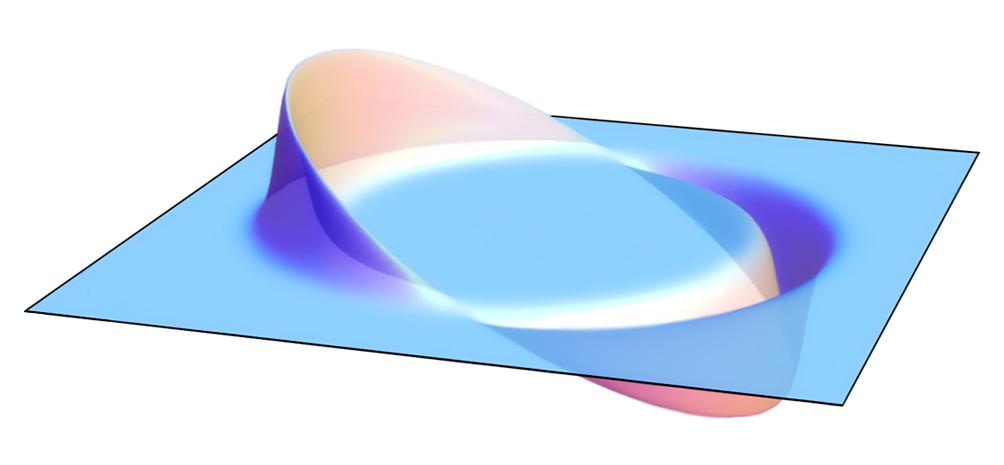
Schemat bąbla czasoprzestrzennego

Wizualizacja pola warp. Statek znajduje się w bańce normalnej przestrzeni.

Prędkość warp lub prędkość warpowa – szybkość, z jaką porusza się statek kosmiczny używający fikcyjnego napędu warp, wymyślonego na potrzeby serialu Star Trek. Warp 1 to prędkość światła w próżni. Kolejne prędkości warp wzrastają w sposób nieliniowy.

## Definicja
Prędkość warp to prędkość równa lub większa od prędkości światła w próżni, którą statki kosmiczne osiągają dzięki ruchowi bąbla czasoprzestrzeni w którym się znajdują, generowanego przez napęd warp.

## Przyczyna wymyślenia
Napęd nadświetlny jest stałym motywem w twórczości science fiction, prawie zawsze tam, gdzie akcja toczy się w głębokim kosmosie. Oddalone o wiele lat świetlnych planety są podobne do wysp, a ich mieszkańców łączą zależności polityczne nierzadko podobne do tych, jakie można było zaobserwować w czasach wielkich odkryć: kolonizacja, federacje, wielkie imperia i wojny o zasoby naturalne. Bez mechanizmu szybkiego poruszania się między planetami tego typu fabuła byłaby niemożliwa do zrealizowania. Twórcy filmu zamiast korzystać z tzw. napędów nadprzestrzennych wykorzystali nową koncepcję omijającą ograniczenia Szczególnej Teorii Względności.

## Technologia warp
Gene Roddenberry, projektując fikcyjny świat przedstawiony w Star Trek, współpracował z ekspertami z NASA i fizykami przy ustalaniu możliwości wynalazków przedstawionych w serialu. Owocem tego są częściowe wyjaśnienia budowy i zasad działania wielu elementów statków kosmicznych, czerpiące nierzadko z najnowszych teorii naukowych. Zwykle jednak są one w świetle dzisiejszej nauki nawet teoretycznie niemożliwe lub możliwe jedynie przy założeniu istnienia fikcyjnych zjawisk (np. istnienie podprzestrzeni) lub urządzeń (np. kompensator Heisenberga). W środowisku fanów Star Trek język, będący częstym elementem dialogów w serialu, nazywany jest technobełkotem (od ang. technobabble).

### Napęd warp
Wynalazcą napędu warp był w świecie Star Trek doktor Zefram Cochrane. Pierwszy lot z prędkością warp odbył statek Phoenix w roku 2063 (według chronologii Star Trek). Epizod ten był centralnym wątkiem filmu Star Trek: First Contact.
Zdolność napędu do przekraczania prędkości światła w próżni jest tłumaczona w następujący sposób: statek generuje tzw. pole warp, czyli lokalne zakrzywienie czasoprzestrzeni. Przestrzeń zagęszcza się przed statkiem i rozciąga za nim, dzięki czemu statek pokonuje ogromne odległości, nie przekraczając prędkości światła w próżni. Można to porównać do deski surfingowej generującej swoją własną falę.
Takie zakrzywienie czasoprzestrzeni wymaga ogromnej energii. Sercem napędu warp jest tzw. rdzeń warp, w którym zachodzi kontrolowana reakcja antymaterii z materią, produkująca wysokoenergetyczną plazmę. Plazma ta jest następnie pompowana przez serię cewek warp zlokalizowanych w gondolach warp, w których mieści się mechanizm generujący pole warp.
Co ważne, prędkość warp 1 jest równa prędkości światła w próżni, ale warp 2 nie wynosi już dwukrotności tej prędkości, lecz 10-krotność. Dokładnie jest to opisanie w poniższej tabeli:

### Współczynnik warp
W oryginalnej serii Star Trek współczynnik warp (Warp Factor, WF) był wyznaczany według następującego wzoru:
{\displaystyle {\mathcal {WF}}={\sqrt[{3}]{\frac {v}{c}}}=\left({\frac {v}{c}}\right)^{\frac {1}{3}},}
gdzie {\displaystyle v} to prędkość sygnału lub statku, c ≈ 300 000 km/s  (prędkość światła w próżni)
Z prędkością warp 1 statek porusza się z prędkością światła w próżni c; z prędkością warp 6 przekracza ją 216 razy.
Na potrzeby kolejnych seriali z cyklu Star Trek (w roku 2312, według chronologii serialu) powyższy wzór został zmieniony na następujący:
{\displaystyle {\mathcal {WF}}={\sqrt[{10}]{\left({\frac {v}{c}}\right)^{3}}}=\left({\frac {v}{c}}\right)^{\frac {3}{10}}}
W tej skali warp 1 to nadal c (tak jak poprzednio), natomiast warp 6 wynosi w przybliżeniu 392·c.
Prędkość warp 10 jest w Star Trek „ostatecznym limitem” (ang. threshold lub trans-warp) – nieosiągalną, nieskończoną prędkością. Przyjmuje się, że statek znajduje się wtedy w każdym miejscu wszechświata.
Pierwsze przekroczenie warp 10 nastąpiło w 22 odcinku drugiego sezonu serialu Star Trek: Original series, kiedy to w wyniku modyfikacji zrobionych przez Kelvinów, którzy przejęli statek Enterprise, żeby wrócić do swojej galaktyki, osiągnął prędkość warp 11 (jego maksymalna prędkość to warp 9,8) i przekroczył barierę energetyczną otaczającą Drogę Mleczną i znalazł się poza naszą galaktyką.
Kolejna informacja dotycząca możliwości przekroczenia prędkości warp 10 pochodzi z serialu Star Trek: Voyager, z odcinka 31 (sezon 2, odcinek 15) zatytułowanego „Threshold”. Udało się tego dokonać przy pomocy małego wahadłowca (sam Voyager nigdy nie poruszał się z taką prędkością). Jednakże konsekwencje tego wyczynu (przyspieszenie naturalnej ewolucji ludzkiej z milionów lat do 24 godzin – w wyniku czego pilotujący wahadłowiec Tom Paris zmienił się w wielką jaszczurkę) spowodowały zarzucenie jakichkolwiek dalszych prób.
Przy okazji – twórcy serialu Star Trek: Voyager sugerują w tym odcinku, że lot z prędkością warp 10 odbył się po raz pierwszy w historii Federacji i ludzkości – co stoi w sprzeczności z informacjami podanymi w poprzednim akapicie.
Kolejne nawiązanie do prędkości trans-warp można odnaleźć w odcinku 108 serialu Star Trek: Voyager (sezon 5, odcinek 15) zatytułowanym „Dark Frontier. Part 1”. W odcinku tym załoga statku Voyager NCC-74656 podejmuje próbę infiltracji sfery Borg uszkodzonej przez burzę jonową, aby wykraść z niego cewkę trans-warp, zintegrować ją z własnym napędem warp Voyagera i przyspieszyć swój powrót do Kwadrantu Alfa.
W ostatnim odcinku Star Trek: Następne Pokolenie użycie frazy warp 13 tłumaczy się najczęściej przedefiniowaniem skali warp.

## Zgodność z nauką
Ogólna teoria względności zakłada, że każdy obiekt obdarzony masą zakrzywia przestrzeń wokół siebie; żeby napęd typu warp mógł istnieć konieczne jest otrzymanie ujemnego zakrzywienia czasoprzestrzeni, związanego z ujemną masą i odpychaniem grawitacyjnym. Spekuluje się, że takie właściwości miałaby tzw. egzotyczna materia i trzeba by nią dysponować uruchamiając napęd typu warp.
Dyskusję na temat możliwości konstrukcji napędu warp przeprowadził fizyk i popularyzator nauki Lawrence M. Krauss w książce Fizyka podróży międzygwiezdnych (The physics of Star Trek). Stwierdza on, że nie można wprawdzie pokonać prędkości światła w próżni, ale przestrzeń może robić co jej się podoba. Ideę napędu opartego na koncepcji warp zaproponował Miguel Alcubierre, który swoje przemyślenia zamieścił w piśmie Classical and Quantum Gravity. Zasugerował następujący system: statek na orbitę dotarłby za pomocą zwykłych silników rakietowych, a po pewnym czasie włączyłoby się coś, co Alcubierre nazwał „bąblem czasoprzestrzennym”. Czasoprzestrzeń kurczyła by się przed statkiem i rozszerzałaby się za nim. W ten sposób wehikuł bezpiecznie doleciałby w wyznaczone miejsce, gdzie „bąbel” zostanie wyłączony.

### Badania NASA
Możliwość wcielenia napędu warp w życie (napęd Alcubierre’a) została zaproponowana przez Miguela Alcubierre’a w 1994 roku.
W NASA, w latach 1996–2002 prowadzono badania koncepcyjne nad tego rodzaju napędem. Badania sprowadziły się do przeglądu istniejącej literatury naukowej i rozważań teoretycznych, przeprowadzonych przez zespół pod kierunkiem Marca G. Millisa z John H. Glenn Research Center at Lewis Field. Badania te zostały podsumowane w roku 2006. Finansowanie tych badań zostało ostatecznie zakończone 1 października 2008 r. Prace nigdy nie wyszły poza etap teoretyczno-koncepcyjny.